# Zdeňka Vávrová
| Asteroides descobertos: 115 | Asteroides descobertos: 115 |
| --------------------------- | --------------------------- |
| 2315 Czechoslovakia         | 19 de Fevereiro, 1980       |
| 2321 Luznice                | 19 de Fevereiro, 1980       |
| 2365 Interkosmos            | 30 de Dezembro, 1980        |
| 2390 Nezarka                | 14 de Agosto, 1980          |
| 2442 Corbett                | 3 de Outubro, 1980          |
| 2474 Ruby                   | 14 de Agosto, 1979          |
| 2522 Triglav                | 6 de Agosto, 1980           |
| 2523 Ryba                   | 6 de Agosto, 1980           |
| 2524 Budovicium             | 28 de Agosto, 1981          |
| 2544 Gubarev                | 6 de Agosto, 1980           |
| 2568 Maksutov               | 13 de Abril, 1980           |
| 2581 Radegast               | 11 de Novembro, 1980        |
| 2599 Veseli                 | 29 de Setembro, 1980        |
| 2620 Santana                | 3 de Outubro, 1980          |
| 2647 Sova                   | 29 de Setembro, 1980        |
| 2661 Bydzovsky              | 23 de Março, 1982           |
| 2706 Borovsky               | 11 de Novembro, 1980        |
| 2766 Leeuwenhoek            | 23 de Março, 1982           |
| 2781 Kleczek                | 19 de Agosto, 1982          |
| 2821 Slavka                 | 24 de Setembro, 1978        |
| 3022 Dobermann              | 16 de Setembro, 1980        |
| 3069 Heyrovsky              | 16 de Outubro, 1982         |
| 3096 Bezruc                 | 28 de Agosto, 1981          |
| 3149 Okudzhava              | 22 de Setembro, 1981        |
| 3479 Malaparte              | 3 de Outubro, 1980          |
| 3515 Jindra                 | 16 de Outubro, 1982         |
| 3592 Nedbal                 | 15 de Fevereiro, 1980       |
| 3628 Boznemcova             | 25 de Novembro, 1979        |
| 3732 Vavra                  | 27 de Setembro, 1984        |
| 3735 Trebon                 | 4 de Dezembro, 1983         |
| 3879 Machar                 | 16 de Agosto, 1983          |
| 3978 Klepesta               | 7 de Novembro, 1983         |
| 4114 Jasnorzewska           | 19 de Agosto, 1982          |
| 4124 Herriot                | 29 de Setembro, 1986        |
| 4142 Dersu-Uzala            | 28 de Maio, 1981            |
| 4170 Semmelweis             | 6 de Agosto, 1980           |
| 4250 Perun                  | 20 de Outubro, 1984         |
| 4317 Garibaldi              | 19 de Fevereiro, 1980       |
| 4318 Bata                   | 21 de Fevereiro, 1980       |
| 4781 Sladkovic              | 3 de Outubro, 1980          |
| 4921 Volonte                | 29 de Setembro, 1980        |
| 4927 O'Connell              | 21 de Outubro, 1982         |
| 5031 Svejcar                | 16 de Março, 1990           |
| 5203 Pavarotti              | 27 de Setembro, 1984        |
| 5228 Maca                   | 3 de Novembro, 1986         |
| 5275 Zdislava               | 28 de Outubro, 1986         |
| (5327) 1989 EX1             | 5 de Março, 1989            |
| (5364) 1980 RC1             | 2 de Setembro, 1980         |
| (5423) 1983 DC              | 16 de Fevereiro, 1983       |
| (5514) 1989 BN1             | 29 de Janeiro, 1989         |
| (5548) 1980 TH              | 3 de Outubro, 1980          |
| (5574) 1984 FS              | 20 de Março, 1984           |
| (5844) 1986 UQ              | 28 de Outubro, 1986         |
| (5860) 1981 QE1             | 28 de Agosto, 1981          |
| 5893 Coltrane               | 15 de Março, 1982           |
| (5895) 1982 UF2             | 16 de Outubro, 1982         |
| (5901) 1986 WB1             | 25 de Novembro, 1986        |
| (6059) 1979 TA              | 11 de Outubro, 1979         |
| (6067) 1990 QR11            | 28 de Agosto, 1990          |
| 6077 Messner                | 3 de Outubro, 1980          |
| (6086) 1987 VU              | 15 de Novembro, 1987        |
| (6126) 1989 EW1             | 5 de Março, 1989            |
| 6176 Horrigan               | 16 de Janeiro, 1985         |
| (6230) 1984 SG1             | 27 de Setembro, 1984        |
| 6234 Sheilawolfman          | 30 de Setembro, 1986        |
| (6248) 1991 BM2             | 17 de Janeiro, 1991         |
| (6263) 1980 PX              | 6 de Agosto, 1980           |
| (6264) 1980 SQ              | 29 de Setembro, 1980        |
| (6301) 1989 BR1             | 29 de Janeiro, 1989         |
| (6369) 1983 UC              | 16 de Outubro, 1983         |
| (6476) 1987 VT              | 15 de Novembro, 1987        |
| (6507) 1982 QD              | 18 de Agosto, 1982          |
| 6539 Nohavica               | 19 de Agosto, 1982          |
| (6544) 1986 SD              | 29 de Setembro, 1986        |
| (6593) 1986 UV              | 28 de Outubro, 1986         |
| (6624) 1980 SG              | 16 de Setembro, 1980        |
| (6627) 1981 FT              | 27 de Março, 1981           |
| (6692) 1985 HL              | 18 de Abril, 1985           |
| 6697 Celentano              | 24 de Abril, 1987           |
| 6700 Kubišová               | 12 de Janeiro, 1988         |
| (6822) 1986 UO              | 28 de Outubro, 1986         |
| (7076) 1980 UC              | 30 de Outubro, 1980         |
| (7175) 1988 TN2             | 11 de Outubro, 1988         |
| (7221) 1981 SJ              | 22 de Setembro, 1981        |
| (7272) 1980 DD1             | 21 de Fevereiro, 1980       |
| (7325) 1981 QA1             | 28 de Agosto, 1981          |
| (7374) 1980 DL              | 19 de Fevereiro, 1980       |
| (7375) 1980 PZ              | 14 de Agosto, 1980          |
| (7384) 1981 TJ              | 6 de Outubro, 1981          |
| (7395) 1985 RP1             | 10 de Setembro, 1985        |
| (7984) 1980 SM              | 29 de Setembro, 1980        |
| (8259) 1983 UG              | 16 de Outubro, 1983         |
| (8617) 1980 PW              | 6 de Agosto, 1980           |
| (9160) 1986 UH3             | 28 de Outubro, 1986         |
| (9166) 1987 SC6             | 21 de Setembro, 1987        |
| (9290) 1981 TT              | 6 de Outubro, 1981          |
| (9296) 1983 RB2             | 5 de Setembro, 1983         |
| (9835) 1984 UD              | 17 de Outubro, 1984         |
| (9841) 1988 UT              | 18 de Outubro, 1988         |
| (10040) 1984 QM             | 24 de Agosto, 1984          |
| (11475) 1982 VL             | 11 de Novembro, 1982        |
| (11822) 1981 TK             | 6 de Outubro, 1981          |
| (13483) 1980 SF             | 16 de Setembro, 1980        |
| (14356) 1987 SF6            | 21 de Setembro, 1987        |
| (15226) 1986 UP             | 28 de Outubro, 1986         |
| (16400) 1984 SS1            | 27 de Setembro, 1984        |
| (16412) 1986 WZ             | 25 de Novembro, 1986        |
| (18303) 1980 PU             | 6 de Agosto, 1980           |
| (18345) 1989 UP4            | 22 de Outubro, 1989         |
| (19133) 1988 PC2            | 7 de Agosto, 1988           |
| (22261) 1980 AB             | 13 de Janeiro, 1980         |
| (32777) 1987 QF1            | 21 de Agosto, 1987          |
| (43762) 1986 WC1            | 25 de Novembro, 1986        |
| (55736) 1987 QC1            | 21 de Agosto, 1987          |
| (58109) 1980 PQ             | 6 de Agosto, 1980           |

Zdeňka Vávrová (* 1945)  é uma astrónoma checa.
Ela co-descobriu o cometa periódico 134P/Kowal-Vávrová. Ela observou-o como um asteroide, que recebeu a designação provisória 1983 JG, sem ver nenhuma coma cometária. Entretanto, imagens posteriores por Charles T. Kowal mostraram uma coma.
Ela também descobriu vários asteroides. O asteroide 3364 Zdenka recebe esse nome em sua homenagem.
1. ↑  http://www.skaw.sk/lovec-komet-Zdenka-Vavrova.htm